# Bollklubben Häcken 2022
Questa voce raccoglie le informazioni riguardanti il Bollklubben Häcken, meglio conosciuto come BK Häcken o semplicemente Häcken, nelle competizioni ufficiali della stagione 2022.

## Maglie e sponsor
Le divise sono prodotte da Puma, sponsor tecnico a partire dal 2019. Per il tredicesimo anno di fila il main sponsor è invece BRA Bygg, azienda edile (già costruttrice della Bravida Arena) co-fondata da Anders Billström, il quale ricopre anche il ruolo di presidente del consiglio di amministrazione dello stesso Häcken.

La maglia della prima divisa presenta le consuete strisce verticali giallonere accompagnate da pantaloncini e calzettoni neri, la seconda divisa è invece interamente di colore bianco.
| Casa | Trasferta |

## Rosa
| N. |                           | Ruolo | Calciatore                  |
| -- | ------------------------- | ----- | --------------------------- |
| 3  | Svezia (bandiera)         | D     | Johan Hammar                |
| 4  | Nigeria (bandiera)        | D     | Franklin Tebo Uchenna       |
| 5  | Norvegia (bandiera)       | D     | Even Hovland                |
| 6  | Svezia (bandiera)         | C     | Alexander Faltsetas         |
| 7  | Svezia (bandiera)         | C     | Leo Bengtsson               |
| 8  | Svezia (bandiera)         | C     | Erik Friberg                |
| 9  | Svezia (bandiera)         | A     | Alexander Jeremejeff        |
| 10 | Svezia (bandiera)         | C     | Ali Youssef                 |
| 11 | Svezia (bandiera)         | C     | Samuel Gustafson (capitano) |
| 12 | Islanda (bandiera)        | D     | Valgeir Lunddal Friðriksson |
| 14 | Svezia (bandiera)         | C     | Simon Gustafson             |
| 15 | Svezia (bandiera)         | D     | Kadir Hodžić                |
| 16 | Costa d'Avorio (bandiera) | C     | Bénie Traoré                |
| 17 | Svezia (bandiera)         | C     | Gustav Berggren             |
| 18 | Danimarca (bandiera)      | C     | Mikkel Rygaard              |

| N. |                           | Ruolo | Calciatore        |
| -- | ------------------------- | ----- | ----------------- |
| 19 | Svezia (bandiera)         | A     | Oscar Uddenäs     |
| 20 | Giamaica (bandiera)       | A     | Blair Turgott     |
| 21 | Norvegia (bandiera)       | D     | Tomas Totland     |
| 22 | Svezia (bandiera)         | C     | Tobias Carlsson   |
| 22 | Svezia (bandiera)         | C     | Tobias Sana       |
| 23 | Svezia (bandiera)         | A     | Momodou Sonko     |
| 24 | Norvegia (bandiera)       | C     | Lars Olden Larsen |
| 25 | Danimarca (bandiera)      | D     | Kristoffer Lund   |
| 26 | Svezia (bandiera)         | P     | Peter Abrahamsson |
| 27 | Costa d'Avorio (bandiera) | C     | Amane Romeo       |
| 29 | Svezia (bandiera)         | P     | Jonathan Rasheed  |
| 30 | Svezia (bandiera)         | P     | Johan Brattberg   |
| 37 | Ghana (bandiera)          | A     | Ibrahim Sadiq     |
| 41 | Svezia (bandiera)         | A     | Filip Trpcevski   |

## Risultati

### Allsvenskan

#### Girone di andata
| Arbitro: | Andreas Ekberg |

|                                                                 |           |                         |
| Jeremejeff 12’ (rig.) Jeremejeff 14’ Uddenäs 55’ Jeremejeff 62’ | Marcatori | 19’ Bahoui 77’ Y. Ayari |

| Arbitro: | Adam Ladebäck |

|            |           |                     |
| Campos 66’ | Marcatori | 14’ Sadiq 84’ Sadiq |

| Arbitro: | Glenn Nyberg |

|  |           |                          |
|  | Marcatori | 3’ Vilhelmsson 78’ Aiesh |

| Arbitro: | Granit Maqedonci |

|             |           |             |
| Ortmark 35’ | Marcatori | 23’ Hovland |

| Arbitro: | Kaspar Sjöberg |

|              |           |                |
| Weberg 90+7’ | Marcatori | 55’ Jeremejeff |

| Arbitro: | Joakim Östling |

|                                         |           |                  |
| Jeremejeff 33’ Berggren 35’ Uddenäs 58’ | Marcatori | 90’ (rig.) Burke |

| Arbitro: | Kristoffer Karlsson |

|                        |           |                            |
| Antonsson 45+1’ (rig.) | Marcatori | 38’ Rygaard 47’ Jeremejeff |

| Arbitro: | Victor Wolf |

|                                                  |           |                |
| Rygaard 38’ Jeremejeff 59’ Jeremejeff 83’ (rig.) | Marcatori | 2’ (aut.) Lund |

| Arbitro: | Fredrik Klitte |

|               |           |                             |
| Abubakari 77’ | Marcatori | 52’ Jeremejeff 61’ Berggren |

| Arbitro: | Granit Maqedonci |

|                                                      |           |                                                     |
| Jeremejeff 13’ Uddenäs 18’ Rygaard 86’ Hovland 90+6’ | Marcatori | 28’ Bjarnason 77’ (aut.) Tebo Uchenna 90+5’ Kouakou |

| Arbitro: | Fredrik Klitte |

|                          |           |                            |
| Trawally 82’ Paulsen 88’ | Marcatori | 58’ Jeremejeff 61’ Rygaard |

| Arbitro: | Glenn Nyberg |

|                |           |            |
| Jeremejeff 37’ | Marcatori | 23’ Olsson |

| Arbitro: | Adam Ladebäck |

|               |           |                           |
| Gustafson 40’ | Marcatori | 50’ Bengtsson 81’ Youssef |

| Arbitro: | Kristoffer Karlsson |

|                    |           |                                                                              |
| Engblom 13’ (rig.) | Marcatori | 6’ (rig.) Jeremejeff 58’ Hovland 64’ Jeremejeff 80’ Uddenäs 85’ Olden Larsen |

| Arbitro: | Andreas Ekberg |

|                       |           |                         |
| Jeremejeff 34’ (rig.) | Marcatori | 49’ Banda 63’ Andersson |

#### Girone di ritorno
| Arbitro: | Mohammed Al-Hakim |

|                                                     |           |                                                                 |
| Hammar 5’ (aut.) Alm 8’ Guðjohnsen 54’ Ondrejka 88’ | Marcatori | 7’ Jeremejeff 47’ (aut.) Väisänen 49’ Jeremejeff 83’ Jeremejeff |

| Arbitro: | Andreas Ekberg |

|                                                            |           |  |
| Hammar 32’ Uddenäs 54’ Uddenäs 60’ Uddenäs 68’ Turgott 90’ | Marcatori |  |

| Arbitro: | Granit Maqedonci |

|             |           |  |
| Rygaard 77’ | Marcatori |  |

| Arbitro: | Adam Ladebäck |

|  |           |                  |
|  | Marcatori | 90+4’ Jeremejeff |

| Arbitro: | Kristoffer Karlsson |

|                                                |           |               |
| Rygaard 44’ Jeremejeff 55’ Sadiq 80’ Sadiq 90’ | Marcatori | 90+3’ Magashy |

| Arbitro: | Kaspar Sjöberg |

|                            |           |                           |
| Rygaard 21’ Jeremejeff 88’ | Marcatori | 58’ Faraj 90+4’ Vukojevic |

| Arbitro: | Fredrik Klitte |

|                    |           |          |
| Girmai Netabay 24’ | Marcatori | 56’ Sana |

| Arbitro: | Victor Wolf |

|                  |           |               |
| Adjei 90’ (aut.) | Marcatori | 10’ Ludwigson |

| Arbitro: | Granit Maqedonci |

|            |           |           |
| Bohman 36’ | Marcatori | 49’ Sadiq |

| Arbitro: | Glenn Nyberg |

|  |           |                  |
|  | Marcatori | 40’ Olden Larsen |

| Arbitro: | Joakim Östling |

|                                                    |           |               |
| Sadiq 39’ Hovland 54’ Rygaard 65’ Lasso 68’ (aut.) | Marcatori | 45+1’ Engblom |

| Arbitro: | Glenn Nyberg |

|                       |           |                         |
| Guidetti 90+1’ (rig.) | Marcatori | 2’ Sadiq 85’ Jeremejeff |

| Arbitro: | Kristoffer Karlsson |

|                                   |           |            |
| Olden Larsen 1’ Sa. Gustafson 73’ | Marcatori | 85’ Beijmo |

| Arbitro: | Mohammed Al-Hakim |

|  |           |                                               |
|  | Marcatori | 6’ Turgott 16’ Hammar 31’ Rygaard 82’ Rygaard |

| Arbitro: | Kaspar Sjöberg |

|                                        |           |                                         |
| Olden Larsen 18’ Rygaard 45’ Romeo 59’ | Marcatori | 6’ Shabani 32’ Shabani 90+5’ Sigurðsson |

### Svenska Cupen 2021-2022

#### Gruppo 5
| Arbitro: | Martin Strömbergsson |

|  |           | |
|  | Marcatori | 5’ Traoré 9’ Uddenäs 11’ Hovland 14’ Uddenäs 18’ Berggren 21’ Traoré 43’ Berggren 65’ Trpcevski 69’ Berggren 77’ Friðriksson 82’ Berggren 87’ Tuominen 90’ Bengtsson |

| Arbitro: | Magnus Lindgren |

|                                                            |           |  |
| Hovland 11’ Uddenäs 25’ Traoré 33’ Berggren 42’ Hammar 80’ | Marcatori |  |

| Arbitro: | Adam Ladebäck |

|                                                                |           |  |
| Bojanić 38’ Tebo Uchenna 45’ (aut.) Andersen 60’ Paulsen 90+4’ | Marcatori |  |

### Svenska Cupen 2022-2023
| Arbitro: | Fredrik Klitte |

|              |           |                         |
| Thellsson 3’ | Marcatori | 56’ Turgott 90+4’ Romeo |